# Claudio Lombardelli
Claudio Lombardelli (* 14. Oktober 1987 in Esch an der Alzette) ist ein ehemaliger luxemburgischer Fußballspieler und heutiger -trainer.

## Karriere

### Verein
Lombardelli spielte erstmals im Seniorenbereich in der Saison 2003/04 für den Zweitligisten FC Schifflingen 95. Nach dem Abstieg aus der Ehrenpromotion wechselte er zum luxemburgischen Rekordmeister Jeunesse Esch. Dort gewann Lombardelli 2010 mit dem Klub die luxemburgische Meisterschaft.
2011 schloss er sich dem Aufsteiger in die BGL Ligue Union 05 Kayl/Tétange an. Nach dem gelungenen Klassenerhalt im ersten Jahr stieg der Klub am Ende der Saison 2012/13 wieder in die Ehrenpromotion ab. Lombardelli spielte noch ein weiteres Jahr für Kayl/Tétange. 2014 kehrte er zu seinem früheren Klub nach Schifflingen zurück, der gerade wieder in die drittklassige 1. Division aufgestiegen war. Nach einer Spielzeit beendete er dort seine aktive Laufbahn.

### Nationalmannschaft
Zwischen 2006 und 2009 absolvierte Lombardelli 25 Länderspiele für die luxemburgische Nationalmannschaft, in denen er ohne Torerfolg blieb.
Sein erstes Spiel bestritt Lombardelli ebenso wie Jonathan Joubert am 3. Juni 2006 bei der 0:3-Niederlage im Freundschaftsspiel gegen Portugal, als er in der 90. Minute für René Peters eingewechselt wurde.
Seinen letzten Einsatz hatte er am 9. September 2009 im WM-Qualifikationsspiel gegen Israel, das mit einer 0:7-Niederlage der Luxemburger endete. Lombardelli wurde in der 62. Spielminute gegen Alphonse Leweck ausgewechselt.

### Trainer
Lombardelli besitzt die C-Lizenz. Er begann seine Trainerkarriere 2017 als Jugendtrainer bei F91 Düdelingen. Im folgenden Jahr trainierte er den FC Nörtzingen HF in der untersten luxemburgischen Spielklasse. In der Saison 2021/22 war er Co-Trainer bei der US Bad Mondorf. Seit 2023 ist er Co-Trainer bei F91 Düdelingen, wo er in der Rückrunde der Saison 2023/24 auch als Chefcoach fungierte.

## Erfolge
- Luxemburgischer Meister: 2010